# Adenoncos triangularis
Adenoncos triangularis är en orkidéart som beskrevs av Sulist. Adenoncos triangularis ingår i släktet Adenoncos och familjen orkidéer. Inga underarter finns listade i Catalogue of Life.